# Soisy-sous-Montmorency
Soisy-sous-Montmorency és un municipi francès, situat al departament de Val-d'Oise i a la regió de Illa de França. L'any 2007 tenia 17.419 habitants.
Forma part del cantó de Montmorency, del districte de Sarcelles i de la Comunitat d'aglomeració Plaine Vallée.

## Demografia

### Població
El 2007 la població de fet de Soisy-sous-Montmorency era de 17.419 persones. Hi havia 7.151 famílies, de les quals 2.348 eren unipersonals (753 homes vivint sols i 1.595 dones vivint soles), 1.650 parelles sense fills, 2.380 parelles amb fills i 773 famílies monoparentals amb fills.
La població ha evolucionat segons el següent gràfic:
Habitants censats

### Habitatges
El 2007 hi havia 7.601 habitatges, 7.296 eren l'habitatge principal de la família, 76 eren segones residències i 229 estaven desocupats. 3.110 eren cases i 4.337 eren apartaments. Dels 7.296 habitatges principals, 4.368 estaven ocupats pels seus propietaris, 2.770 estaven llogats i ocupats pels llogaters i 158 estaven cedits a títol gratuït; 463 tenien una cambra, 769 en tenien dues, 2.184 en tenien tres, 1.755 en tenien quatre i 2.125 en tenien cinc o més. 4.931 habitatges disposaven pel capbaix d'una plaça de pàrquing. A 3.692 habitatges hi havia un automòbil i a 2.147 n'hi havia dos o més.

### Piràmide de població
La piràmide de població per edats i sexe el 2009 era:
| Homes | Edats   | Dones |
| ----- | ------- | ----- |
| 8     | 95 o +  | 28    |
| 12    | 90 a 94 | 108   |
| 68    | 85 a 89 | 116   |
| 84    | 80 a 84 | 124   |
| 180   | 75 a 79 | 324   |
| 272   | 70 a 74 | 324   |
| 376   | 65 a 69 | 424   |
| 364   | 60 a 64 | 408   |
| 464   | 55 a 59 | 412   |
| 572   | 50 a 54 | 632   |
| 624   | 45 a 49 | 660   |
| 560   | 40 a 44 | 680   |
| 544   | 35 a 39 | 740   |
| 568   | 30 a 34 | 576   |
| 512   | 25 a 29 | 580   |
| 576   | 20 a 24 | 504   |
| 608   | 15 a 19 | 564   |
| 644   | 10 a 14 | 552   |
| 636   | 5 a 9   | 520   |
| 456   | 0 a 4   | 444   |

## Economia
El 2007 la població en edat de treballar era d'11.364 persones, 8.540 eren actives i 2.824 eren inactives. De les 8.540 persones actives 7.802 estaven ocupades (3.894 homes i 3.908 dones) i 738 estaven aturades (370 homes i 368 dones). De les 2.824 persones inactives 744 estaven jubilades, 1.299 estaven estudiant i 781 estaven classificades com a «altres inactius».

### Ingressos
El 2009 a Soisy-sous-Montmorency hi havia 7.103 unitats fiscals que integraven 17.969 persones, la mediana anual d'ingressos fiscals per persona era de 22.622,5 €.

### Activitats econòmiques
Dels 695 establiments que hi havia el 2007, 7 eren d'empreses alimentàries, 4 d'empreses de fabricació de material elèctric, 16 d'empreses de fabricació d'altres productes industrials, 86 d'empreses de construcció, 146 d'empreses de comerç i reparació d'automòbils, 45 d'empreses de transport, 33 d'empreses d'hostatgeria i restauració, 42 d'empreses d'informació i comunicació, 38 d'empreses financeres, 31 d'empreses immobiliàries, 113 d'empreses de serveis, 89 d'entitats de l'administració pública i 45 d'empreses classificades com a «altres activitats de serveis».
Dels 167 establiments de servei als particulars que hi havia el 2009, 1 era una oficina de correu, 7 oficines bancàries, 12 tallers de reparació d'automòbils i de material agrícola, 1 taller d'inspecció tècnica de vehicles, 3 establiments de lloguer de cotxes, 3 autoescoles, 20 paletes, 10 guixaires pintors, 6 fusteries, 11 lampisteries, 16 electricistes, 12 empreses de construcció, 14 perruqueries, 4 veterinaris, 26 restaurants, 12 agències immobiliàries, 3 tintoreries i 6 salons de bellesa.
Dels 46 establiments comercials que hi havia el 2009, 1 era, 2 supermercats, 1 un supermercat, 5 botiges de menys de 120 m², 6 fleques, 5 carnisseries, 1 una carnisseria, 4 llibreries, 6 botigues de roba, 1 una botiga de roba, 2 sabateries, 2 botigues d'electrodomèstics, 1 una botiga d'electrodomèstics, 2 perfumeries, 1 una perfumeria i 6 floristeries.
L'any 2000 a Soisy-sous-Montmorency hi havia 3 explotacions agrícoles.

## Equipaments sanitaris i escolars
El 2009 hi havia 6 farmàcies i 2 ambulàncies.
El 2009 hi havia 5 escoles maternals i 8 escoles elementals. Soisy-sous-Montmorency disposava de 2 col·legis d'educació secundària amb 856 alumnes.

## Poblacions més properes
El següent diagrama mostra les poblacions més properes.